# SDHC
SDHC (англ. Succinate dehydrogenase complex subunit C) – білок, який кодується однойменним геном, розташованим у людей на короткому плечі 1-ї хромосоми.  Довжина поліпептидного ланцюга білка становить 169 амінокислот, а молекулярна маса — 18 610.
| 10         |  | 20         |  | 30         |  | 40         |  | 50         |
| ---------- |  | ---------- |  | ---------- |  | ---------- |  | ---------- |
| MAALLLRHVG |  | RHCLRAHFSP |  | QLCIRNAVPL |  | GTTAKEEMER |  | FWNKNIGSNR |
| PLSPHITIYS |  | WSLPMAMSIC |  | HRGTGIALSA |  | GVSLFGMSAL |  | LLPGNFESYL |
| ELVKSLCLGP |  | ALIHTAKFAL |  | VFPLMYHTWN |  | GIRHLMWDLG |  | KGLKIPQLYQ |
| SGVVVLVLTV |  | LSSMGLAAM  |  |            |  |            |  |            |

A: Аланін

C: Цистеїн

D: Аспарагінова кислота

E: Глутамінова кислота

F: Фенілаланін

G: Гліцин

H: Гістидин

I: Ізолейцин

K: Лізин

L: Лейцин

M: Метіонін

N: Аспарагін

P: Пролін

Q: Глутамін

R: Аргінін

S: Серин

T: Треонін

V: Валін

W: Триптофан

Задіяний у таких біологічних процесах як транспорт, цикл трикарбонових кислот, транспорт електронів. 
Білок має сайт для зв'язування з іонами металів, іоном заліза, гемом. 
Локалізований у мембрані, мітохондрії, внутрішній мембрані мітохондрії.